# QBittorrent
qBittorrent是一個跨平台的开源、自由的BitTorrent用戶端，其圖形使用者介面是通过Qt编写，后端使用libtorrent。由克里斯托夫·迪梅（Christophe Dumez）在2006年3月開始開發。

## 歷史
2006年3月，原作者Christophe Dumez開始开发qBittorrent專案。
2013年6月24日，熱心的社群成員Sledgehammer接手成為新的維護者，此时原作者Christophe Dumez仍是該專案相當活躍的成員。

## 特性
qBittorrent包含很多特性：
- DHT, PEX, 加密连接, 本地节点发现, UPnP, NAT-PMP 端口中继, µTP, 磁力链接, PT下載
- 带宽管理
- 可以指定網路介面
- 易于管理torrent, tracker 和节点（torrent的队列、优先顺序，和其中文件各自分别的下载顺序）
- 支援Unicode
- 75種語言的在地化[6]
- 綜合的搜索引擎
- IP过滤:（文件类型为 eMule dat 或 PeerGuardian）
- 支持IPv6
- 集成RSS阅读器，可以订阅并下载
- 内置torrrent搜索引擎（同时搜索多个torrent网站）
- Web UI界面
- Torrent创建工具

## 版本

### Windows版本
截至2022年12月，該專案在Sourceforge上的Windows版本是最多人下載的。根據Sourceforge的統計，該專案有79%的下載量來自於Windows版本。
活躍的社群成員可能會在該專案的論壇上釋出較新或較特殊的版本。這可以幫助用戶檢查他們所遇到的程式錯誤是否已解決，或是用戶所想要的新功能是否已進入最新的版本。

### Mac OS 版本
至2022年為止，qBittorrent仍有對Mac OS提供官方的釋出版本。DMG檔由Stefanos Antaris提供，并在fosshub与SourceForge上提供下载。

### Linux 版本
qBittorrent在fosshub与SourceForge上提供下载。并分有libtorrent 1.2与libtorrent 2.0两个版本

## 外部連結
- 官方网站
- GitHub上的qBittorrent頁面
- qBittorrent 本地化說明（页面存档备份，存于）